# Armstrong (Santa Fé)
Armstrong é um município de 2ª categoria da província de Santa Fé, na Argentina, estando às margens da Autopista RN 9, no departamento Belgrano, a cerca de 20 km de Cañada de Gómez e a 92 km a oeste de Rosário.
Há grande quantidade de indústrias. Em 1985 se habilitou no serviço de gás natural por rede.

## Santa Padroeira
- Nossa Senhora das Mercês, festividades: terceiro domingo de setembro.

## Criação da Comuna
- 18 de junho de 1886

## Criação do Município
- 16 de novembro de 1984

## Pontos Turísticos
- Campo Monasterio
- Campo Spagnuolo

## Personalidades
- Delfo Cabrera, maratonista, campeão olímpico de Londres em 1948, nasceu em 2 de abril de 1919.